# 新莊車站 (新竹市)
新莊車站位於臺灣新竹市東區新莊里，為臺灣鐵路公司內灣線的鐵路車站，與內灣線新竹至竹中路段銜接六家線，是配合台鐵捷運化政策，作為附近關埔重劃區和新竹科學園區通勤需求以及接駁高鐵新竹站而新設的車站之一。

## 車站概要
本站為簡易站，並指定由新竹站管理，僅停靠區間車。

### 站名更迭
車站位於老地名柴梳山庄「新庄仔」（今新莊街靠近埔頂路一帶），里名簡化為新莊里，屬於東區。而東南側古地名關東橋（今關東路與光復路口一帶）在新竹是知名的地名，因此車站規劃興建時，暫以「關東」作為站名，但車站所在地居民以地緣考量，希望爭取以里名「新莊」作為車站名稱，又暫改此名。站前道路則以關東橋、新莊各取一字命名為「關新路」。
新竹市政府考量其是所有車站中距離新竹科學園區最近者的緣故，希望將新站命名為竹科，但遭到地方人士反彈，認為古地名消失、傷害地方情感。
2011年4月，地方政府邀集車站所在里長與會研商，決定更名為「竹科新莊」，但臺鐵表示，在現有票務系統技術下無法實現，同年6月決議以竹科（新莊）的主副站名標示方式處理。但自2011年11月通車以來，民眾仍然認為站名標示方式不恰當，地方政府遂於2012年3月第3度展開協調，最後決定改為地名「新莊」，於2013年1月正式更名。

## 車站構造

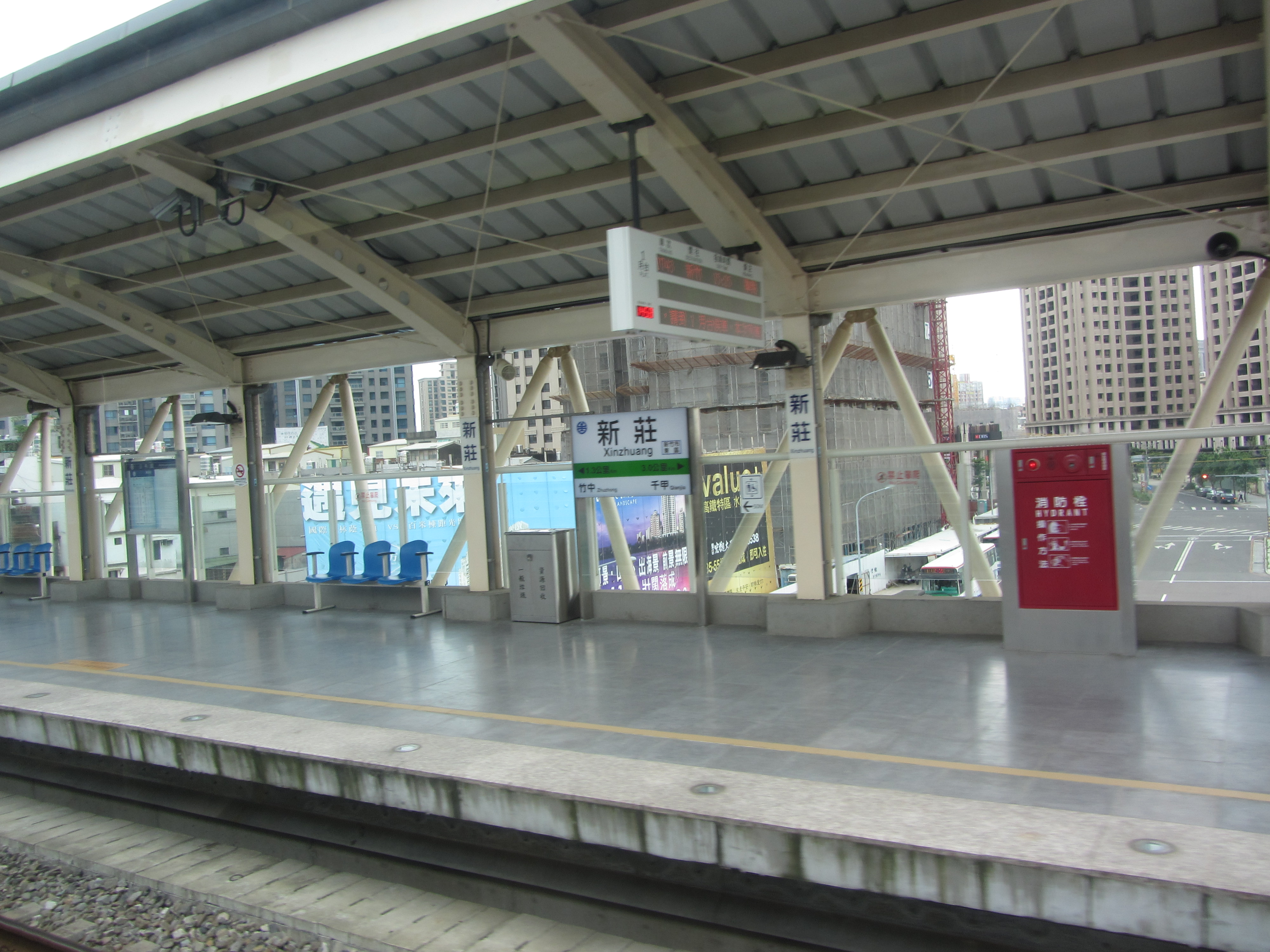
於地上二樓的月台實景，月台下方的道路即為可通往新竹市主要幹道光復路一段的關新路

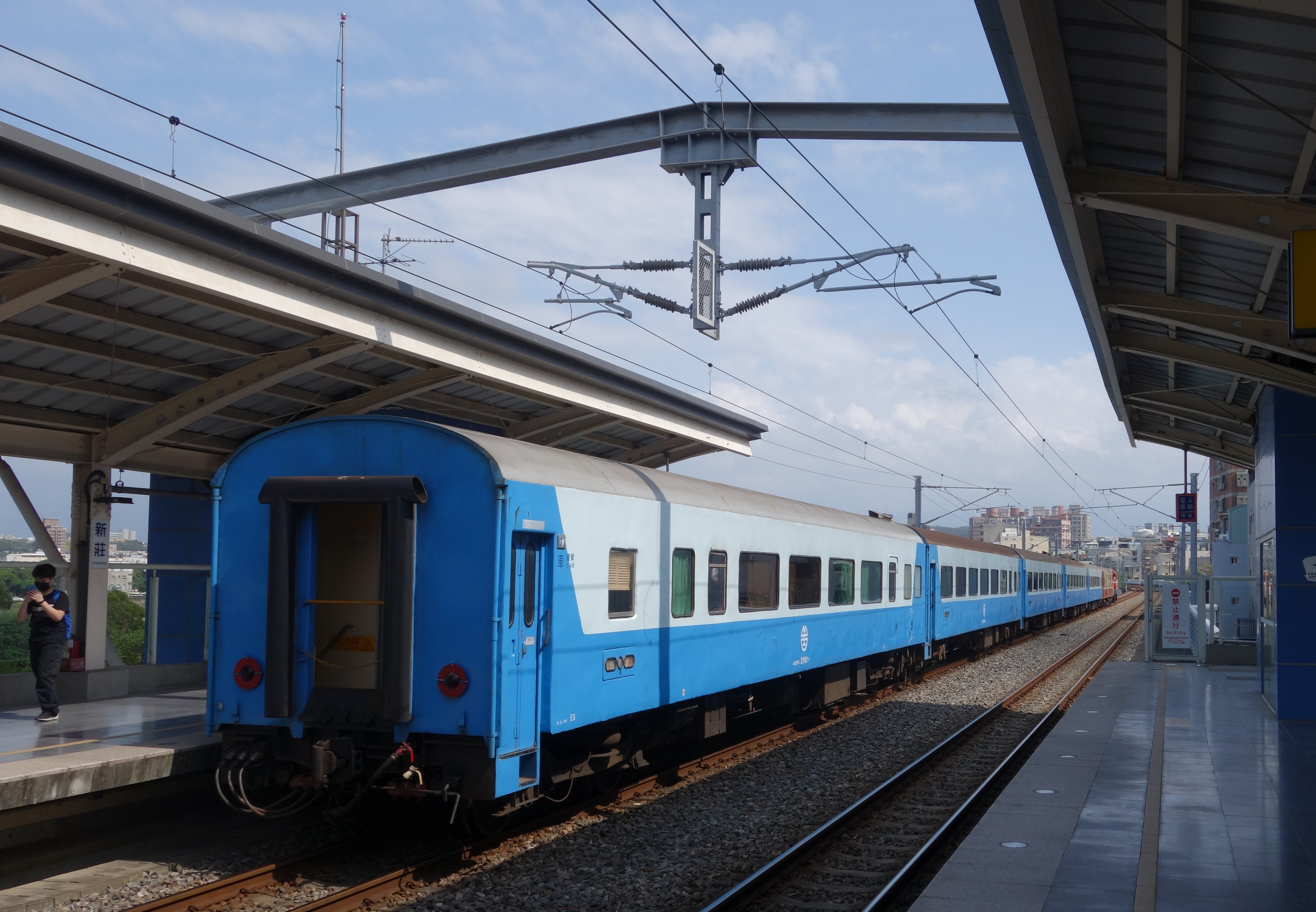
已於2022年退役的復興號列車行經本站月台的歷史畫面

新莊車站是一站內設有兩座岸式月台、雙線配置的高架車站
| 地上 二樓 | 側式月台 | 側式月台                                                       |
| 地上 二樓 | 2月台    | 六家線或內灣線 往六家、內灣方向（竹中）→                       |
| 地上 二樓 | 1月台    | ←六家線或內灣線 往新竹方向（千甲）                             |
| 地上 二樓 | 側式月台 |                                                                |
| 地面      | 大廳層   | 出入口、車站大廳、售票及服務窗口、自動售票機、詢問處、剪票閘門 |

## 歷史
- 2011年11月11日：隨著新竹－竹東間鐵路改善計畫完工後啟用，並開始免費乘車六家線及內灣線。初啟用時站名竹科（新莊）。
- 2011年11月25日：免費乘車活動結束。
- 2013年1月：依照所在地名更改站名為新莊車站（參見#站名更迭）。
- 2016年12月22日：公共自行車YouBike微笑單車新莊火車站啟用，開始開放租借單車服務。

## 利用狀況
根據2024年資料，本站每日旅運量約為4,293，在台鐵各站中排行第63名。
| 年   | 年間    | 年間    | 年間      | 來源   | 日平均 | 日平均 |
| 年   | 上車    | 下車    | 上下車計  | 來源   | 上車   | 上下車 |
| ---- | ------- | ------- | --------- | ------ | ------ | ------ |
| 2011 | 22,845  | 21,247  | 44,092    | [ 5 ]  | 448    | 865    |
| 2012 | 362,281 | 351,738 | 714,019   | [ 6 ]  | 990    | 1,951  |
| 2013 | 510,841 | 485,574 | 996,415   | [ 7 ]  | 1,400  | 2,730  |
| 2014 | 531,350 | 515,677 | 1,047,027 | [ 8 ]  | 1,456  | 2,869  |
| 2015 | 558,245 | 554,371 | 1,112,616 | [ 9 ]  | 1,529  | 3,048  |
| 2016 | 569,667 | 577,763 | 1,147,430 | [ 10 ] | 1,556  | 3,135  |
| 2017 | 607,514 | 612,288 | 1,219,802 | [ 11 ] | 1,664  | 3,342  |
| 2018 | 639,613 | 653,138 | 1,292,751 | [ 12 ] | 1,752  | 3,542  |
| 2019 | 636,833 | 654,637 | 1,291,470 | [ 13 ] | 1,745  | 3,538  |
| 2020 | 583,324 | 599,074 | 1,182,398 | [ 14 ] | 1,594  | 3,231  |
| 2021 | 448,947 | 460,508 | 909,455   | [ 15 ] | 1,230  | 2,492  |
| 2022 | 514,418 | 525,427 | 1,039,845 | [ 16 ] | 1,409  | 2,849  |
| 2023 | 695,135 | 710,101 | 1,405,236 | [ 17 ] | 1,904  | 3,850  |
| 2024 | 776,214 | 794,996 | 1,571,210 | [ 18 ] | 2,121  | 4,293  |

1. ↑  站址距離新竹科學園區介壽路大門約有一公里左右的距離。
2. 1 2  該站於2011年11月11日啟用，以51日計算

## 停靠狀態

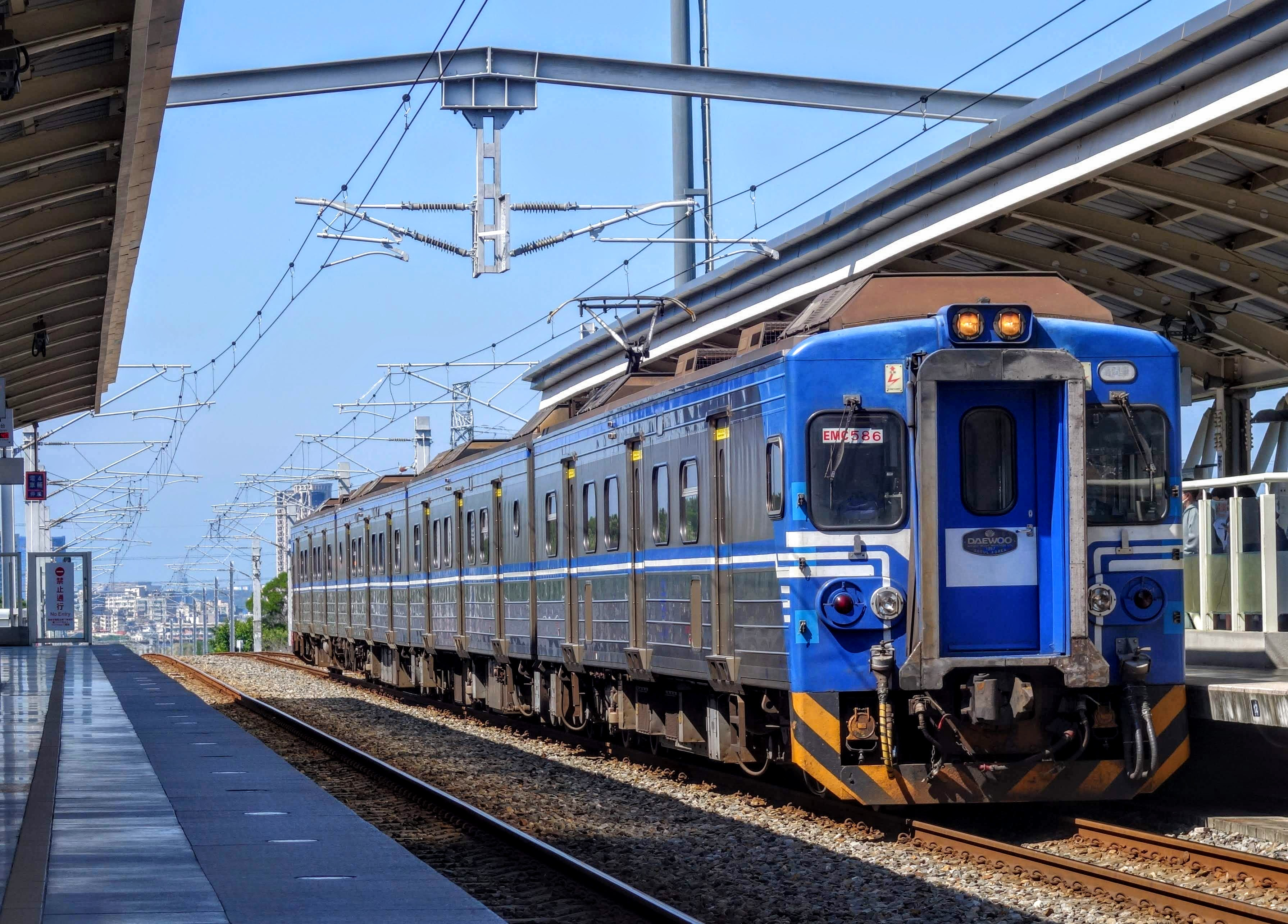
開往六家站的EMU500型電聯車停靠於本站

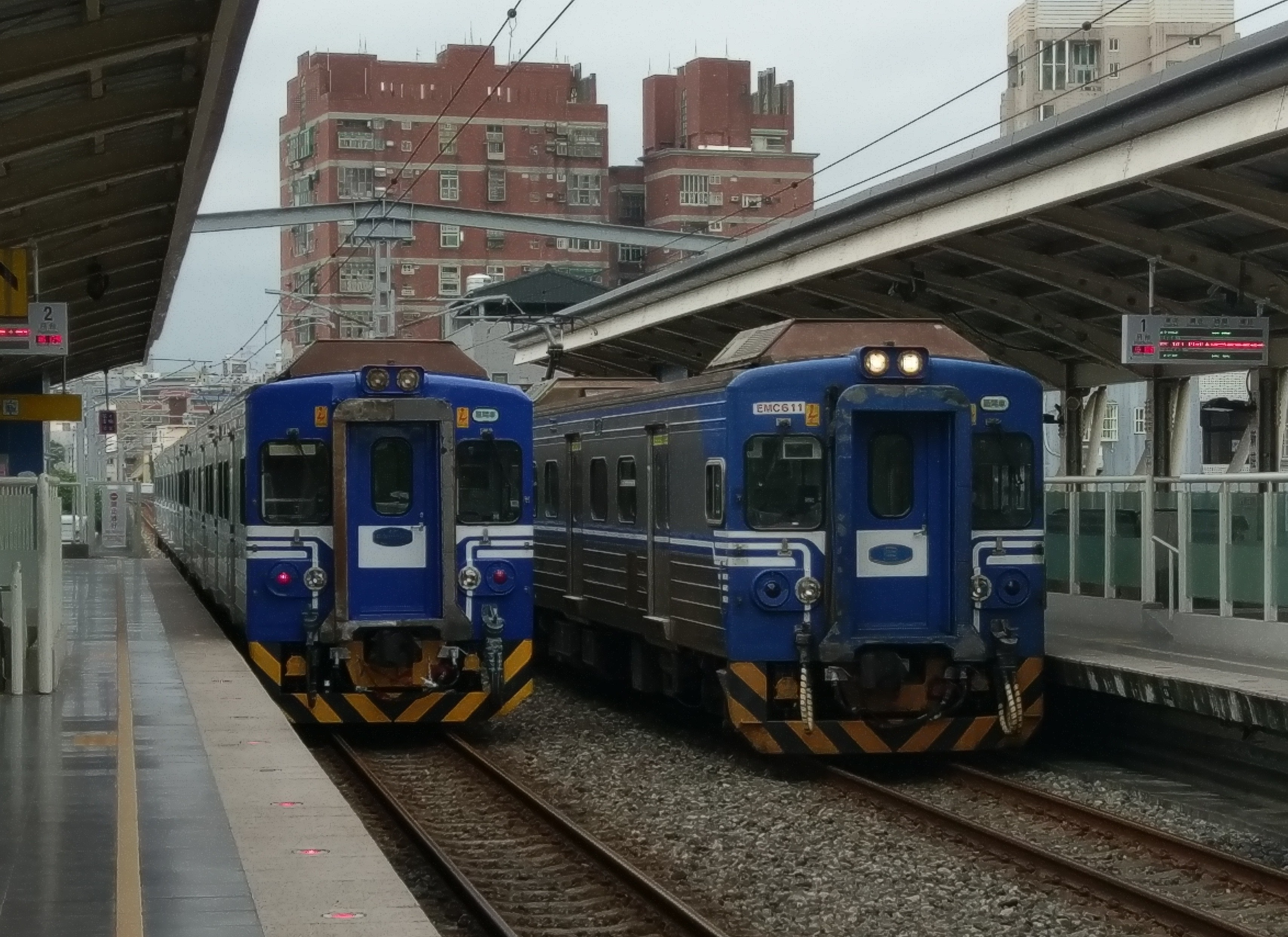
行經本站的EMU500型及EMU600型電聯車。

本站停靠所有行駛於新竹=竹中=六家的六家線直通運轉區間車，及早晨、傍晚和夜間時段開行新竹往返內灣或竹東由DR1000型柴油客車運行的區間車。

## 相片集

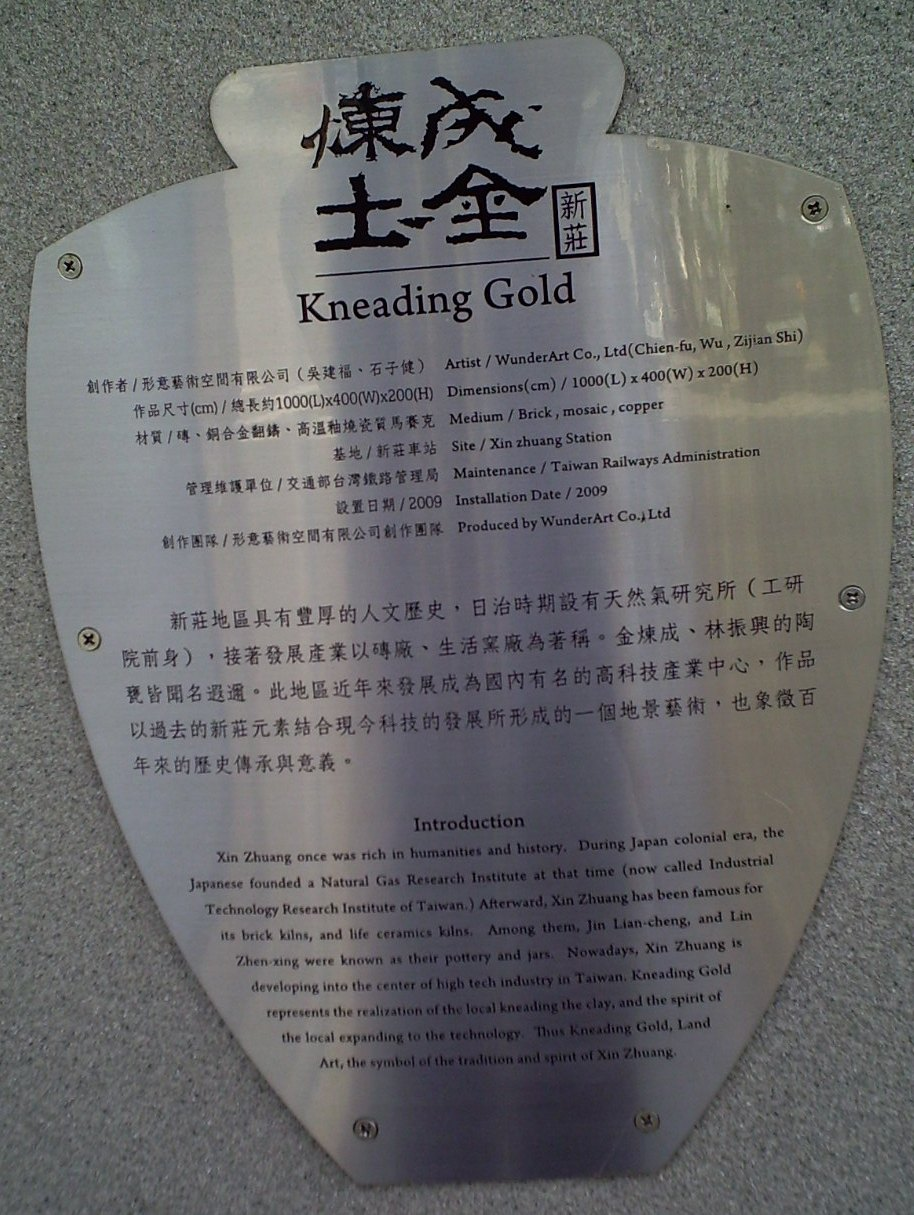
「煉土成金」介紹銘板
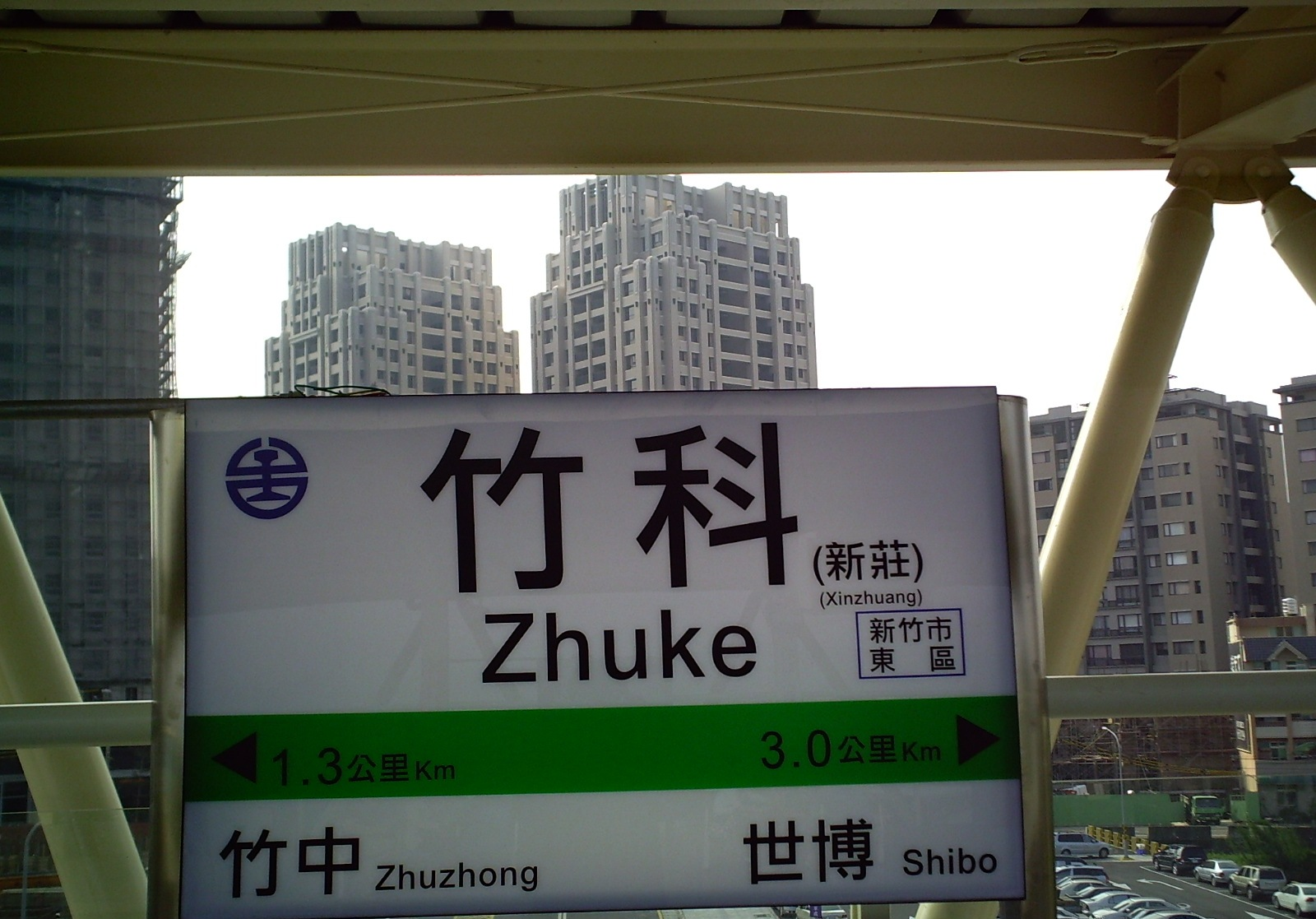
改名前的站名牌，標示著竹科（新莊）

## 外部連結
- 國營臺灣鐵路股份有限公司 – 新莊車站 （页面存档备份，存于）